# Proterospastis ellipticella
Proterospastis ellipticella är en fjärilsart som beskrevs av Pierre Chrétien. Proterospastis ellipticella ingår i släktet Proterospastis och familjen äkta malar. Inga underarter finns listade i Catalogue of Life.